# Моклакан
Моклака́н (рос. Моклакан) — село у складі Тунгіро-Ольокминського району Забайкальського краю, Росія. Знаходиться в межах міжселенної території.

## Населення
Населення — 71 особа (2010; 116 у 2002).
Національний склад (станом на 2002 рік):
- евенки — 74 %